# Caminho de Milagres
Caminho de Milagres é o segundo álbum ao vivo de Aline Barros lançado pela gravadora MK Music em 2007. O Registro em CD foi gravado em 25 de novembro de 2006, na Comunidade Evangélica Internacional da Zona Sul no Rio de Janeiro, já o DVD, intitulado Aline Barros no Maracanãzinho: Caminho de Milagres foi gravado em 7 de junho de 2008 no Maracanãzinho. O disco foi ganhador na categoria "Melhor álbum ao vivo" no Troféu Talento em 2008, embora tenha recebido críticas mistas. O disco venceu na categoria Melhor Álbum de Música Cristã em Língua Portuguesa, do Grammy Latino, em 2007.

## Antecedentes
Em 2004, Aline Barros lançou Som de Adoradores, que se tornou um dos maiores êxitos de sua carreira. O projeto foi caracterizado pela influência congregacional de bandas australianas e pela parceria com os produtores Rogério Vieira e Kleber Lucas. Para o álbum sucessor, a artista decidiu continuar sua colaboração com Rogério.

## Produção
O álbum foi trabalhado ao longo do ano de 2006, e seu repertório reuniu versões em português de músicas do Hillsong Music Australia e também inéditas de artistas evangélicos brasileiros. Diferentemente dos anteriores, o projeto concentra uma série de composições de Anderson Freire, além de colaborações entre Davi Fernandes e Jill Viegas.
A faixa-título, "Caminho de Milagres", foi encomendada aos então integrantes da banda Toque no Altar. Na época, Aline e seu marido Gilmar Santos visitaram o estúdio do grupo em Nova Iguaçu e os propuseram uma composição baseada em uma pregação que tinha ouvido sobre "caminho de milagres". Mais tarde, Davi Sacer, Luiz Arcanjo e Ronald Fonseca foram visitar o casal. Na ocasião, Ronald se sentou no piano e começou a tocar a melodia que constituiria a música. Junto com Sacer e Arcanjo, a música foi completada mais tarde. Antes de apresentar a música completa para Aline, o Toque no Altar a cantou dentro da igreja. A recepção favorável dos membros deu-lhes segurança para que permitissem Aline Barros gravar a música. Em 2009, os integrantes da banda a regravaram para o álbum Pra Tocar no Manto, do Trazendo a Arca.

## Lançamento e recepção
| Críticas profissionais | Críticas profissionais |
| Avaliações da crítica  | Avaliações da crítica  |
| Fonte                  | Avaliação              |
| ---------------------- | ---------------------- |
| O Propagador           | [ 7 ]                  |
| Super Gospel           | (favorável)            |
| Casa Gospel            | (favorável)            |

Caminho de Milagres foi lançado em 2007 pela gravadora brasileira MK Music e obteve críticas favoráveis. Para o Casa Gospel, Alex Eduardo afirmou que os vocais de Aline estão mais graves que nos álbuns anteriores e que, em sua avaliação, o projeto supera Som de Adoradores por ser "mais congregacional, com canções com mais peso de igreja".
Roberto Azevedo, em crítica publicada pelo Super Gospel, defendeu que "Caminho de Milagres mantém a competência de Rogerinho como produtor de destaque no cenário gospel nacional e mostra que apesar dos seus mais de 15 anos de carreira, Aline ainda tem fôlego para muito mais". Ao mesmo tempo, também fez críticas às versões do álbum, afirmando que o instrumental deixou a desejar em relação as originais.
O guia discográfico do O Propagador atribuiu uma cotação de 2 de 5 estrelas ao projeto, afirmando que "Alcançando ao extremo dos exageros, Caminho de Milagres é o resultado de uma produção musical fraca, interpretações vocais equivocadas e um repertório extenso demais".

## Faixas
| Caminho de Milagres |                                     |                                                         |         |  |
| N.º                 | Título                              | Compositor(es)                                          | Duração |  |
| 1.                  | "Vou te Alegrar"                    | Anderson Freire                                         | 4:19    |  |
| 2.                  | "Caminho de Milagres"               | Davi Sacer, Luiz Arcanjo, Ronald Fonseca e Aline Barros | 4:35    |  |
| 3.                  | "Tudo é Teu (Take it All)"          | Marty Sampson, Matt Crocker e Scott Ligertwood          | 4:03    |  |
| 4.                  | "Manancial (Eu Tenho Sede de Ti)"   | Edson Feitosa                                           | 5:40    |  |
| 5.                  | "Como Israel"                       | Anderson Freire                                         | 4:48    |  |
| 6.                  | "Poder pra Salvar (Mighty to Save)" | Reuben Morgan e Ben Fielding                            | 5:59    |  |
| 7.                  | "Contar Meus Segredos"              | Aline Barros e Anderson Freire                          | 4:54    |  |
| 8.                  | "Diante da Cruz (At the cross)"     | Darlene Zschech e Reuben Morgan                         | 5:55    |  |
| 9.                  | "Detalhes"                          | Anderson Freire                                         | 4:59    |  |
| 10.                 | "Cubra-me (Cúbreme)"                | Lilly Goodman e Mike Rodriguez                          | 5:28    |  |
| 11.                 | "Espero em Ti"                      | Anderson Freire                                         | 4:39    |  |
| 12.                 | "Jesus, Filho de Deus"              | Aline Barros e Anderson Freire                          | 4:26    |  |
| 13.                 | "Leva-me aos Sedentos"              | Gilmar, Davi Fernandes, Jill Viegas e Renato Cesar      | 5:19    |  |
| 14.                 | "Deus que move os céus"             | Aline Barros e Eyshila                                  | 3:59    |  |
| 15.                 | "Conquista"                         | Anderson Freire                                         | 4:28    |  |
| 16.                 | "Captura-me"                        | Jill Viegas e Davi Fernandes                            | 4:47    |  |
| Duração total:      | Duração total:                      | Duração total:                                          | 78:28   |  |

## Clipes
- "Diante da Cruz"

## Ficha Técnica
- Gravado ao vivo na Comunidade Evangélica Internacional da Zona Sul
- Produção executiva: MK Music
- Produção musical e arranjos: Rogério Vieira
- Gravação ao vivo por Edinho Cruz
- Unidade de gravação e sonorização: Gabisom
- Técnico de onitoração: Sérgio Rocha
- Técnico de PA: Sérgio Jachelli
- Pré-produção, overdubs e mixagem no Yahoo Studios por Edinho Cruz
- Masterização na Magic Master por Edinho Cruz
- Piano, Hammond, Sintetizadores, Vocoder, Loops, Orquestrações & Samplers: Rogério Vieira
- Bateria: Márcio Horsth
- Baixo: Rogério dy Castro
- Guitarras, talk box e violões: Sérgio Knust
- Backing vocals: Josy Bonfim, Joelma Bonfim, Jairo Bonfim, Janeh Magalhães e Fael Magalhães
- Fotos: Sérgio Menezes e Samuel Santos
- Criação de capa: MK Music

## Certificações
| País   | Empresa | Certificação    | Vendas    |
| ------ | ------- | --------------- | --------- |
| Brasil | ABPD    | Ouro            | + 50.000  |
| Brasil | ABPD    | Platina         | + 100.000 |
| Brasil | ABPD    | 2× Platina      | + 200.000 |
| Brasil | ABPD    | 3× Platina      | + 300.000 |
| Brasil | ABPD    | Ouro (Playback) | +50.000   |